# Lambertus
Lambertus, född omkring 636, död omkring 700, var biskop av Maastricht i Nederländerna. Han flydde till ett benediktinkloster i Liège i Belgien. Efter sju år lönnmördades han. Enligt legenden dödades han för att han predikat emot det äktenskapsbrott maior domus Pippin av Herstal begått med sin mätress Alpaida, dotter (eller syster) till Dodo, en av Pippins anställda. Troligen mördades biskopen som hämnd för att hans släktingar låg bakom mordet på Dodo.